# Svjetsko prvenstvo u atletici 2003.
9. Svjetsko prvenstvo u atletici održano je od 23. kolovoza do 31. kolovoza 2003. godine u francuskom glavnom gradu Parizu.

## Tablica medalja
| Mjesto | Država                  | Zlato | Srebro | Bronca | Ukupno |
| ------ | ----------------------- | ----- | ------ | ------ | ------ |
| 1.     | SAD                     | 8     | 7      | 1      | 16     |
| 2.     | Rusija                  | 7     | 7      | 5      | 19     |
| 3.     | Francuska               | 3     | 3      | 2      | 8      |
| 4.     | Etiopija                | 3     | 2      | 2      | 7      |
| 5.     | Bjelorusija             | 3     | 1      | 3      | 7      |
| 6.     | Švedska                 | 2     | 1      | 2      | 5      |
| 7.     | Kenija                  | 2     | 1      | 1      | 4      |
| 7.     | JAR                     | 2     | 1      | 1      | 4      |
| 9.     | Maroko                  | 2     | 1      | 0      | 3      |
| 10.    | Grčka                   | 1     | 1      | 2      | 4      |
| 11.    | Kuba                    | 1     | 1      | 0      | 2      |
| 12.    | Italija                 | 1     | 0      | 2      | 3      |
| 13.    | Kanada                  | 1     | 0      | 1      | 2      |
| 14.    | Alžir                   | 1     | 0      | 0      | 1      |
| 14.    | Australija              | 1     | 0      | 0      | 1      |
| 14.    | Dominikanska Republika  | 1     | 0      | 0      | 1      |
| 14.    | Ekvador                 | 1     | 0      | 0      | 1      |
| 14.    | Litva                   | 1     | 0      | 0      | 1      |
| 14.    | Meksiko                 | 1     | 0      | 0      | 1      |
| 14.    | Mozambik                | 1     | 0      | 0      | 1      |
| 14.    | Poljska                 | 1     | 0      | 0      | 1      |
| 14.    | Katar                   | 1     | 0      | 0      | 1      |
| 14.    | Sveti Kristofor i Nevis | 1     | 0      | 0      | 1      |
| 24.    | Jamajka                 | 0     | 4      | 2      | 6      |
| 25.    | Španjolska              | 0     | 3      | 2      | 5      |
| 26.    | Mađarska                | 0     | 2      | 0      | 2      |
| 27.    | Njemačka                | 0     | 1      | 3      | 4      |
| 27.    | Japan                   | 0     | 1      | 3      | 4      |
| 27.    | Ukrajina                | 0     | 1      | 3      | 4      |
| 30.    | Ujedinjeno Kraljevstvo  | 0     | 1      | 2      | 3      |
| 31.    | Brazil                  | 0     | 1      | 0      | 1      |
| 31.    | Kamerun                 | 0     | 1      | 0      | 1      |
| 31.    | Češka                   | 0     | 1      | 0      | 1      |
| 31.    | Estonija                | 0     | 1      | 0      | 1      |
| 31.    | Irska                   | 0     | 1      | 0      | 1      |
| 31.    | Trinidad i Tobago       | 0     | 1      | 0      | 1      |
| 31.    | Turska                  | 0     | 1      | 0      | 1      |
| 38.    | Bahami                  | 0     | 0      | 3      | 3      |
| 39.    | NR Kina                 | 0     | 0      | 2      | 2      |
| 40.    | Indija                  | 0     | 0      | 1      | 1      |
| 40.    | Kazahstan               | 0     | 0      | 1      | 1      |
| 40.    | Nizozemska              | 0     | 0      | 1      | 1      |
| 40.    | Senegal                 | 0     | 0      | 1      | 1      |

## Rezultati

### Trkačke discipline

#### 100 m
| Mjesto | Država                  | Atletičar        | Vrijeme |
| ------ | ----------------------- | ---------------- | ------- |
| 1.     | Sveti Kristofor i Nevis | Kim Collins      | 10,07   |
| 2.     | Trinidad i Tobago       | Darrel Brown     | 10,08   |
| 3.     | Ujedinjeno Kraljevstvo  | Darren Campbell  | 10,08   |
| 4.     | SAD                     | Bernard Williams | 10,13   |
| 5.     | Nigerija                | Deji Aliu        | 10,21   |
| 6.     | Nigerija                | Uchenna Emedolu  | 10,22   |
| 7.     | SAD                     | Tim Montgomery   | DSQ     |
| 8.     | Ujedinjeno Kraljevstvo  | Dwain Chambers   | DSQ     |

| Mjesto | Država    | Atletičarka      | Vrijeme |
| ------ | --------- | ---------------- | ------- |
| 1.     | SAD       | Torri Edwards    | 10,93   |
| 2.     | Ukrajina  | Zhanna Block     | 10,99   |
| 3.     | Bahami    | Chandra Sturrup  | 11,02   |
| 4.     | Grčka     | Ekateríni Thánou | 11,03   |
| 5.     | Francuska | Christine Arron  | 11,06   |
| 6.     | Jamajka   | Aleen Bailey     | 11,07   |
| 7.     | SAD       | Gail Devers      | 11,11   |
| 8.     | SAD       | Kelli White      | DSQ     |

#### 200 m
| Mjesto | Država                 | Atletičar          | Vrijeme |
| ------ | ---------------------- | ------------------ | ------- |
| 1.     | SAD                    | John Capel         | 20,30   |
| 2.     | SAD                    | Darvis Patton      | 20,31   |
| 3.     | Japan                  | Shingo Suetsugu    | 20,38   |
| 4.     | Ujedinjeno Kraljevstvo | Darren Campbell    | 20,39   |
| 5.     | Mauricijus             | Stéphane Buckland  | 20,41   |
| 6.     | SAD                    | Joshua J Johnson   | 20,47   |
| 7.     | Namibija               | Frankie Fredericks | 20,47   |
| 8.     | Nigerija               | Uchenna Emedolu    | 20,62   |

| Mjesto | Država      | Atletičar                | Vrijeme |
| ------ | ----------- | ------------------------ | ------- |
| 1.     | Rusija      | Anastasiya Kapachinskaya | 22,38   |
| 2.     | SAD         | Torri Edwards            | 22,47   |
| 3.     | Francuska   | Muriel Hurtis-Houairi    | 22,59   |
| 4.     | Ukrajina    | Zhanna Block             | 22,92   |
| 5.     | Jamajka     | Beverly McDonald         | 22,95   |
| 6.     | Bjelorusija | Natallia Safronnikava    | 22,98   |
| 7.     | Ukrajina    | Anzjela Kravtsjenko      | 23,00   |
| 8.     | SAD         | Kelli White              | DSQ     |

#### 400 m
| Mjesto | Država     | Atletičar         | Vrijeme    |
| ------ | ---------- | ----------------- | ---------- |
| 1.     | SAD        | Jerome Young      | 44,50      |
| 2.     | SAD        | Tyree Washington  | 44,77      |
| 3.     | Francuska  | Marc Raquil       | 44,79 (NR) |
| 4.     | Jamajka    | Michael Blackwood | 44,80      |
| 5.     | Francuska  | Leslie Djhone     | 44,83      |
| 6.     | Mauricijus | Eric Milazar      | 45,17      |
| 7.     | Grenada    | Alleyne Francique | 45,48      |
| 8.     | SAD        | Calvin Harrison   | DSQ        |

| Mjesto | Država                 | Atletičarka              | Vrijeme |
| ------ | ---------------------- | ------------------------ | ------- |
| 1.     | Meksiko                | Ana Guevara              | 48,89   |
| 2.     | Jamajka                | Lorraine Fenton          | 49,43   |
| 3.     | Senegal                | Amy Mbacke Thiam         | 49,95   |
| 4.     | Rusija                 | Natalja Nazarova         | 49,98   |
| 5.     | Bahami                 | Tonique Williams-Darling | 50,38   |
| 6.     | Rusija                 | Olesja Zykina            | 50,59   |
| 7.     | Ujedinjeno Kraljevstvo | Lee McConnell            | 51,07   |
| 8.     | Rusija                 | Svetlana Pospelova       | 51,30   |

#### 800 m
| Mjesto | Država  | Atletičar                | Vrijeme |
| ------ | ------- | ------------------------ | ------- |
| 1.     | Alžir   | Djabir Saïd-Guerni       | 1.44,81 |
| 2.     | Rusija  | Joeri Borzakovski        | 1.44,84 |
| 3.     | JAR     | Mbulaeni Mulaudzi        | 1.44,90 |
| 4.     | Danska  | Wilson Kipketer          | 1.45,23 |
| 5.     | Italija | Andrea Longo             | 1.45,43 |
| 6.     | Kenija  | Justus Koech             | 1.45,63 |
| 7.     | JAR     | Hezekiél Sepeng          | 1.45,74 |
| 8.     | Brazil  | Osmar Barbosa dos Santos | 1.46,28 |

| Mjesto | Država                 | Atletičarka            | Vrijeme |
| ------ | ---------------------- | ---------------------- | ------- |
| 1.     | Mozambik               | Maria Mutola           | 1.59,89 |
| 2.     | Ujedinjeno Kraljevstvo | Kelly Holmes           | 2.00,18 |
| 3.     | Rusija                 | Natalja Khrushchelyova | 2.00,29 |
| 4.     | Maroko                 | Hammou Amina Aït       | 2.01,09 |
| 5.     | Njemačka               | Claudia Gesell         | 2.01,84 |
| 6.     | Kanada                 | Diane Cummins          | 2.02,48 |
| 7.     | Gana                   | Akosua Serwaa          | 2.03,24 |
| 8.     | Austrija               | Stephanie Graf         | DNS     |

#### 1 500 m
| Mjesto | Država     | Atletičar             | Vrijeme |
| ------ | ---------- | --------------------- | ------- |
| 1.     | Maroko     | Hicham El Guerrouj    | 3.31,77 |
| 2.     | Francuska  | Mehdi Baala           | 3.32,31 |
| 3.     | Ukrajina   | Ivan Hesjko           | 3.33,17 |
| 4.     | Kenija     | Paul Korir            | 3.33,47 |
| 5.     | Portugal   | Rui Silva             | 3.33,68 |
| 6.     | Španjolska | Reyes Estévez         | 3.33,84 |
| 7.     | Nizozemska | Gert-Jan Liefers      | 3.33,99 |
| 8.     | Rusija     | Vjatsjeslav Sjaboenin | 3.34,37 |

| Mjesto | Država                 | Atletičarka          | Vrijeme      |
| ------ | ---------------------- | -------------------- | ------------ |
| 1.     | Rusija                 | Tatjana Tomasjova    | 3.58,52 (KR) |
| 2.     | Turska                 | Süreyya Ayhan        | 3.59,04      |
| 3.     | Ujedinjeno Kraljevstvo | Hayley Tullett       | 3.59,95      |
| 4.     | Rusija                 | Jekaterina Rozenberg | 4.00,59      |
| 5.     | Kenija                 | Jackline Maranga     | 4.01,64      |
| 6.     | Kenija                 | Naomi Mugo           | 4.02,33      |
| 7.     | Bugarska               | Daniela Yordanova    | 4.02,34      |
| 8.     | Rusija                 | Jelena Zadorozjnaja  | 4.02,46      |

#### 5 000 m
| Mjesto | Država   | Atletičar                   | Vrijeme       |
| ------ | -------- | --------------------------- | ------------- |
| 1.     | Kenija   | Eliud Kipchoge              | 12.52,79 (KR) |
| 2.     | Maroko   | Hicham El Guerrouj          | 12.52,83      |
| 3.     | Etiopija | Kenenisa Bekele             | 12.53,12      |
| 4.     | Kenija   | John Kibowen                | 12.54,07      |
| 5.     | Kenija   | Abraham Chebii              | 12.57,74      |
| 6.     | Etiopija | Gebre-egziabher Gebremariam | 12.58,08      |
| 7.     | Kenija   | Richard Limo                | 13.01,13      |
| 8.     | Eritreja | Zersenay Tadese             | 13.05,57 (NR) |

| Mjesto | Država     | Atletičarka         | Vrijeme       |
| ------ | ---------- | ------------------- | ------------- |
| 1.     | Etiopija   | Tirunesh Dibaba     | 14.51,72      |
| 2.     | Španjolska | Marta Domínguez     | 14.52,26      |
| 3.     | Kenija     | Edith Masai         | 14.52,30      |
| 4.     | Rusija     | Yelena Zadorozhnaya | 14.52,36      |
| 5.     | Turska     | Elvan Abeylegesse   | 14.53,56      |
| 6.     | Kenija     | Isabella Ochichi    | 14.54,08      |
| 7.     | Rusija     | Goelnara Samitova   | 14.54,38      |
| 8.     | Kanada     | Courtney Babcock    | 14.54,98 (NR) |

#### 10 000 m
| Mjesto | Država     | Atletičar             | Vrijeme       |
| ------ | ---------- | --------------------- | ------------- |
| 1.     | Etiopija   | Kenenisa Bekele       | 26.49,57 (KR) |
| 2.     | Etiopija   | Haile Gebrselassie    | 26.50,77      |
| 3.     | Etiopija   | Sileshi Sihine        | 27.01,44      |
| 4.     | Katar      | Ahmad Hassan Abdullah | 27.18,28 (AS) |
| 5.     | Kenija     | John Cheruiyot Korir  | 27.19,94      |
| 6.     | Kenija     | Wilberforce Talel     | 27.33,60      |
| 7.     | Kenija     | Charles Kamathi       | 27.45,05      |
| 8.     | Nizozemska | Kamiel Maase          | 27.45,46      |

| Mjesto | Država     | Atletičarka       | Vrijeme       |
| ------ | ---------- | ----------------- | ------------- |
| 1.     | Etiopija   | Berhane Adere     | 30.04,18 (KR) |
| 2.     | Etiopija   | Werknesh Kidane   | 30.07,15      |
| 3.     | NR Kina    | Sun Yingjie       | 30.07,20      |
| 4.     | Nizozemska | Lornah Kiplagat   | 30.12,53 (NR) |
| 5.     | Rusija     | Alla Zhilyaeva    | 30.23,07 (NR) |
| 6.     | Rusija     | Galina Bogomolova | 30.26,20      |
| 7.     | NR Kina    | Xing Huina        | 30.31,55      |
| 8.     | Australija | Benita Johnson    | 30.37,68 (OC) |

#### Maraton
| Mjesto | Država     | Atletičar       | Vrijeme      |
| ------ | ---------- | --------------- | ------------ |
| 1.     | Maroko     | Jaouad Gharib   | 2:08.31 (KR) |
| 2.     | Španjolska | Julio Rey       | 2:08.38      |
| 3.     | Italija    | Stefano Baldini | 2:09.14      |
| 4.     | Portugal   | Alberto Chaíça  | 2:09.25      |
| 5.     | Japan      | Shigeru Aburaya | 2:09.26      |
| 6.     | Italija    | Daniele Caimmi  | 2:09.29      |
| 7.     | JAR        | Ian Syster      | 2:10.17      |
| 8.     | Kenija     | Michael Rotich  | 2:10.35      |

| Mjesto | Država             | Atletičarka       | Vrijeme      |
| ------ | ------------------ | ----------------- | ------------ |
| 1.     | Kenija             | Catherine Ndereba | 2:23.55 (KR) |
| 2.     | Japan              | Mizuki Noguchi    | 2:24.14      |
| 3.     | Japan              | Masako Chiba      | 2:25.09      |
| 4.     | Japan              | Naoko Sakamoto    | 2:25.25      |
| 5.     | Sjeverna Koreja    | Bong-Sil Ham      | 2:25.31 (NR) |
| 6.     | Etiopija           | Elfenesh Alemu    | 2:26.29      |
| 7.     | Kenija             | Joyce Chepchumba  | 2:26.33      |
| 8.     | Srbija i Crna Gora | Olivera Jevtić    | 2:26.49      |

#### 20 km brzo hodanje
| Mjesto | Država      | Atletičar                  | Vrijeme      |
| ------ | ----------- | -------------------------- | ------------ |
| 1.     | Ekvador     | Jefferson Pérez            | 1:17.21 (WR) |
| 2.     | Španjolska  | Francisco Javier Fernández | 1:18.00      |
| 3.     | Rusija      | Roman Rasskazov            | 1:18.07      |
| 4.     | Meksiko     | Noé Hernández              | 1:18.14      |
| 5.     | Australija  | Luke Adams                 | 1:19.35      |
| 6.     | Bjelorusija | Ivan Trotskiy              | 1:19.40      |
| 7.     | Španjolska  | David Márquez              | 1:19.46      |
| 8.     | Rusija      | Ilja Markov                | 1:20.14      |

| Mjesto | Država      | Atletičarka           | Vrijeme      |
| ------ | ----------- | --------------------- | ------------ |
| 1.     | Rusija      | Jelena Nikolajeva     | 1:26.52 (KR) |
| 2.     | Irska       | Gillian O'Sullivan    | 1:27.34      |
| 3.     | Bjelorusija | Valentina Tsybulskaya | 1:28.10 (NR) |
| 4.     | Rusija      | Tatyana Gudkova       | 1:28.53      |
| 5.     | Rumunjska   | Claudia Stef          | 1:29.09      |
| 6.     | Italija     | Rossella Giordano     | 1:29.14      |
| 7.     | Grčka       | Athanasía Tsoumeléka  | 1:29.34 (NR) |
| 8.     | Njemačka    | Melanie Seeger        | 1:29.44 (NR) |

#### 50 km brzo hodanje
| Mjesto | Država     | Atletičar           | Vrijeme      |
| ------ | ---------- | ------------------- | ------------ |
| 1.     | Poljska    | Robert Korzeniowski | 3:36.03 (WR) |
| 2.     | Rusija     | German Skurygin     | 3:36.42 (NR) |
| 3.     | Njemačka   | Andreas Erm         | 3:37.46 (NR) |
| 4.     | Rusija     | Aleksej Vojevodin   | 3:38.01      |
| 5.     | Rusija     | Denis Nizjegorodov  | 3:38.23      |
| 6.     | Španjolska | Jesús Ángel García  | 3:43.56      |
| 7.     | Poljska    | Roman Magdziarczyk  | 3:44.53      |
| 8.     | Norveška   | Trond Nymark        | 3:46.14      |

#### 110 m / 100 m s preponama
| Mjesto | Država  | Atletičar             | Vrijeme |
| ------ | ------- | --------------------- | ------- |
| 1.     | SAD     | Allen Johnson         | 13,12   |
| 2.     | SAD     | Terrence Trammell     | 13,20   |
| 3.     | NR Kina | Liu Xiang             | 13,23   |
| 4.     | SAD     | Larry Wade            | 13,34   |
| 5.     | Brazil  | Márcio Simão de Souza | 13,48   |
| 6.     | NR Kina | Shi Dongpeng          | 13,55   |
| 7.     | Kuba    | Yoel Hernández        | 13,57   |
| 8.     | SAD     | Chris Phillips        | DSQ     |

| Mjesto | Država     | Atletičarka            | Vrijeme    |
| ------ | ---------- | ---------------------- | ---------- |
| 1.     | Kanada     | Perdita Felicien       | 12,53 (NR) |
| 2.     | Jamajka    | Brigitte Foster-Hylton | 12,57      |
| 3.     | SAD        | Miesha McKelvy-Jones   | 12,67      |
| 4.     | Španjolska | Glory Alozie           | 12,75      |
| 5.     | Poljska    | Aurelia Trywianska     | 12,75      |
| 6.     | SAD        | Jenny Adams            | 12,77      |
| 7.     | Francuska  | Patricia Girard        | 12,83      |
| 8.     | Jamajka    | Lacena Golding-Clarke  | 12,87      |

#### 400 m s preponama
| Mjesto | Država                 | Atletičar             | Vrijeme |
| ------ | ---------------------- | --------------------- | ------- |
| 1.     | Dominikanska Republika | Félix Sánchez         | 47,25   |
| 2.     | SAD                    | Joey Woody            | 48,18   |
| 3.     | Grčka                  | Periklís Iakovákis    | 48,24   |
| 4.     | Jamajka                | Danny McFarlane       | 48,30   |
| 5.     | Jamajka                | Kemel Thompson        | 48,51   |
| 6.     | Ujedinjeno Kraljevstvo | Christopher Rawlinson | 48"9    |
| 7.     | Katar                  | Mubarak Faraj Al-Nubi | 52,64   |
| 8.     | JAR                    | Llewellyn Herbert     | 1.12,10 |

| Mjesto | Država     | Atletičarka                   | Vrijeme |
| ------ | ---------- | ----------------------------- | ------- |
| 1.     | Australija | Jana Pittman                  | 53,22   |
| 2.     | SAD        | Sandra Glover                 | 53,65   |
| 3.     | Rusija     | Joelia Petsjonkina            | 53,71   |
| 4.     | Rumunjska  | Ionela Târlea-Manolache       | 54,41   |
| 5.     | Ukrajina   | Tetjana Teresjtsjoek-Antipova | 54,61   |
| 6.     | Barbados   | Andrea Blackett               | 54,79   |
| 7.     | Njemačka   | Heike Meissner                | 55,60   |
| 8.     | JAR        | Surita Febbraio               | 55,90   |

#### 3 000 m s preponama
| Mjesto | Država     | Atletičar           | Vrijeme |
| ------ | ---------- | ------------------- | ------- |
| 1.     | Katar      | Saif Saaeed Shaheen | 8.04,39 |
| 2.     | Kenija     | Ezekiel Kemboi      | 8.05,11 |
| 3.     | Španjolska | Eliseo Martín       | 8.09,09 |
| 4.     | Francuska  | Bouabdallah Tahri   | 8.10,65 |
| 5.     | Kenija     | Abraham Cherono     | 8.13,37 |
| 6.     | Španjolska | Luis Miguel Martín  | 8.13,52 |
| 7.     | Nizozemska | Simon Vroemen       | 8.13,71 |
| 8.     | Španjolska | José Luis Blanco    | 8.17,16 |

#### 4x100 m štafeta
| Mjesto | Država                 | Atletičari                                                                 | Vrijeme    |
| ------ | ---------------------- | -------------------------------------------------------------------------- | ---------- |
| 1.     | SAD                    | John Capel Bernard Williams Darvis Patton Joshua J. Johnson                | 38,06      |
| 2.     | Brazil                 | Vicente de Lima Edson Luciano Ribeiro André da Silva Cláudio Roberto Souza | 38,26 (SB) |
| 3.     | Nizozemska             | Timothy Beck Troy Douglas Patrick van Balkom Caimin Douglas                | 38,87      |
| 4.     | Nigerija               | Olusoji Fasuba Uchenna Emedolu Musa Deji Deji Aliu                         | 38,89      |
| 5.     | Poljska                | Piotr Balcerzak Lukasz Chyla Marcin Nowak Marcin Urbaś                     | 38,96      |
| 6.     | Japan                  | Hiroyasu Tsuchie Hisashi Miyazaki Ryo Matsuda Nobuharu Asahara             | 39,05      |
|        | Ujedinjeno Kraljevstvo | Christian Malcolm Darren Campbell Marlon Devonish Dwain Chambers           | DSQ        |
|        | Jamajka                | Ricardo Williams Dwight Thomas Michael Frater Asafa Powell                 | DNF        |

| Mjesto | Država      | Atletičarke                                                                      | Vrijeme |
| ------ | ----------- | -------------------------------------------------------------------------------- | ------- |
| 1.     | Francuska   | Patricia Girard Muriel Hurtis-Houairi Sylviane Félix Christine Arron             | 41,78   |
| 2.     | SAD         | Angela Williams Chryste Gaines Inger Miller Torri Edwards                        | 41,83   |
| 3.     | Rusija      | Olga Fjodorova Joelia Tabakova Marina Kislova Larisa Kroeglova                   | 42,66   |
| 4.     | Ukrajina    | Tetjana Tkalitsj Anzjela Kravstjenko Olena Pastoesjenko-Sinjavina Oksana Kajdasj | 43,07   |
| 5.     | Njemačka    | Melanie Paschke Marion Wagner Sandra Möller Katja Wakan                          | 43,27   |
| 6.     | Belgija     | Katleen De Caluwé Audry Rochtus Elodie Ouédraogo Kin Gevaert                     | 43,45   |
| 7.     | Bjelorusija | Joelija Nestsjarenka Aksana Drahoen Alena Newmjarzjytskaja Natallja Safronnikava | 43,47   |
| 8.     | Jamajka     | Vonette Dixon Elva Goulbourne Beverly McDonald Brigitte Foster-Hylton            | DNF     |

#### 4x400 m štafeta
| Mjesto | Država                 | Atletičari                                                                 | Vrijeme |
| ------ | ---------------------- | -------------------------------------------------------------------------- | ------- |
| 1.     | Francuska              | Leslie Djhone Naman Keïta Stéphane Diagana Marc Raquil                     | 2.58,96 |
| 2.     | Jamajka                | Brandon Simpson Danny McFarlane Davian Clarke Michael Blackwood            | 2.59,60 |
| 3.     | Bahami                 | Avard Moncur Dennis Darling Nathaniel McKinney Chris Brown                 | 3.00,53 |
| 4.     | Ujedinjeno Kraljevstvo | Ian Mackie Sean Baldock Christopher Rawlinson Daniel Caines                | 3.01,00 |
| 5.     | Španjolska             | Eduardo Iván Rodríguez David Canal Salvador Rodríguez Antonio Manuel Reina | 3.02,50 |
| 6.     | Grčka                  | Stilianós Dimótsios Anastásios Goúsis Panayiótis Sarrís Periklís Iakovákis | 3.02,56 |
| 7.     | Japan                  | Yuki Yamaguchi Takahiko Yamamura Kenji Tabata Mitsuhiro Sato               | 3.03,15 |
|        | SAD                    | Calvin Harrison Tyree Washington Derrick Brew Jerome Young                 | DSQ     |

| Mjesto | Država                 | Atletičarke                                                                | Vrijeme      |
| ------ | ---------------------- | -------------------------------------------------------------------------- | ------------ |
| 1.     | SAD                    | Me'Lisa Barber Demetria Washington Jaerl Miles Clark Sanya Richards        | 3.22,63      |
| 2.     | Rusija                 | Olesja Zykina Joelia Petsjonkina Anastasiya Kapachinskaya Natalja Nazarova | 3.22,91      |
| 3.     | Jamajka                | Sandie Richards Allison Beckford Ronetta Smith Lorraine Fenton             | 3.22,92      |
| 4.     | Njemačka               | Claudia Marx Birgit Rockmeier Claudia Hoffmann Grit Breuer                 | 3.26,25      |
| 5.     | Poljska                | Monika Bejnar Malgorzata Pskit Anna Jesień Grazyna Prokopek                | 3.26,64      |
| 6.     | Ujedinjeno Kraljevstvo | Lee McConnell Jennifer Meadows Catherine Murphy Tasha Danvers-Smith        | 3.26,67      |
| 7.     | Kamerun                | Mireille Nguimgo Carole Kaboud Mebam Delphine Atangana Hortense Bewouda    | 3.27,08 (NR) |
| 8.     | Senegal                | Fatou Bintou Fall Mame Tacko Diouf Aminata Diouf Amy Mbacke Thiam          | DSQ          |

### Skakačke discipline

#### Skok u vis
| Mjesto | Država   | Atletičar         | Visina |
| ------ | -------- | ----------------- | ------ |
| 1.     | JAR      | Jacques Freitag   | 2,35 m |
| 2.     | Švedska  | Stefan Holm       | 2,32 m |
| 3.     | Kanada   | Mark Boswell      | 2,32 m |
| 4.     | Rusija   | Mikhail Tsvetkov  | 2,29 m |
| 5.     | Jamajka  | Germaine Mason    | 2,29 m |
| 6.     | Poljska  | Grzegorz Sposób   | 2,29 m |
| 7.     | SAD      | Jamie Nieto       | 2,29 m |
| 8.     | Ukrajina | Andrej Sokolovsky | 2,29 m |

| Mjesto | Država                 | Atletičarka            | Visina |
| ------ | ---------------------- | ---------------------- | ------ |
| 1.     | JAR                    | Hestrie Cloete         | 2,06 m |
| 2.     | Rusija                 | Marina Kupcova         | 2,00 m |
| 3.     | Švedska                | Kajsa Bergqvist        | 2,00 m |
| 4.     | Bugarska               | Venelina Veneva        | 1,98 m |
| 5.     | Ukrajina               | Vita Palamar           | 1,95 m |
| 6.     | Rusija                 | Ana Čičerova           | 1,95 m |
| 7.     | Hrvatska               | Blanka Vlašić          | 1,95 m |
| 8.     | Dominikanska Republika | Juana Rosario Arrendel | 1,95 m |

#### Skok u dalj
| Mjesto | Država            | Atletičar              | Duljina |
| ------ | ----------------- | ---------------------- | ------- |
| 1.     | SAD               | Dwight Phillips        | 8,32 m  |
| 2.     | Jamajka           | James Beckford         | 8,28 m  |
| 3.     | Španjolska        | Yago Lamela            | 8,22 m  |
| 4.     | Gana              | Ignisious Gaisah       | 8,13 m  |
| 5.     | Saudijska Arabija | Hussein Taher Al-Sabee | 8,10 m  |
| 6.     | Ukrajina          | Volodymyr Zjoeskov     | 8,08 m  |
| 7.     | SAD               | Walter Davis           | 8,02 m  |
| 8.     | Bahami            | Osbourne Moxey         | 7,93 m  |

| Mjesto | Država                 | Atletičarka       | Duljina |
| ------ | ---------------------- | ----------------- | ------- |
| 1.     | Francuska              | Eunice Barber     | 6,99 m  |
| 2.     | Rusija                 | Tatjana Kotova    | 6,74 m  |
| 3.     | Indija                 | Anju Bobby George | 6,70 m  |
| 4.     | Ujedinjeno Kraljevstvo | Jade Johnson      | 6,63 m  |
| 5.     | Rusija                 | Olga Rublyova     | 6,58 m  |
| 6.     | Mađarska               | Tünde Vaszi       | 6,53 m  |
| 7.     | Australija             | Bronwyn Thompson  | 6,48 m  |
| 8.     | SAD                    | Grace Upshaw      | 6,47 m  |

#### Skok s motkom
| Mjesto | Država     | Atletičar           | Visina      |
| ------ | ---------- | ------------------- | ----------- |
| 1.     | Italija    | Giuseppe Gibilisco  | 5,90 m (NR) |
| 2.     | JAR        | Okkert Brits        | 5,85 m      |
| 3.     | Švedska    | Patrik Kristiansson | 5,85 m      |
| 4.     | Australija | Dmitri Markov       | 5,85 m      |
| 5.     | Njemačka   | Tim Lobinger        | 5,80 m      |
| 6.     | SAD        | Tim Mack            | 5,70 m      |
| 6.     | SAD        | Derek Miles         | 5,70 m      |
| 6.     | Ukrajina   | Denys Joertsjenko   | 5,70 m      |

| Mjesto | Država   | Atletičarka        | Visina      |
| ------ | -------- | ------------------ | ----------- |
| 1.     | Rusija   | Svetlana Feofanova | 4,75 m (KR) |
| 2.     | Njemačka | Annika Becker      | 4,70 m      |
| 3.     | Rusija   | Jelena Isinbajeva  | 4,65 m      |
| 4.     | Poljska  | Monika Pyrek       | 4,55 m      |
| 4.     | SAD      | Stacy Dragila      | 4,55 m      |
| 6.     | Njemačka | Yvonne Buschbaum   | 4,50 m      |
| 7.     | Poljska  | Anna Rogowska      | 4,45 m      |
| 8.     | Rusija   | Yelena Belyakova   | 4,45 m      |

#### Troskok
| Mjesto | Država  | Atletičar          | Duljina |
| ------ | ------- | ------------------ | ------- |
| 1.     | Švedska | Christian Olsson   | 17,72 m |
| 2.     | Kuba    | Yoandri Betanzos   | 17,28 m |
| 3.     | Bahami  | Leevan Sands       | 17,26 m |
| 4.     | Kuba    | David Giralt       | 17,23 m |
| 5.     | Brazil  | Jadel Gregório     | 17,11 m |
| 6.     | SAD     | Kenta Bell         | 17,08 m |
| 7.     | Grčka   | Hrístos Melétoglou | 16,92 m |
| 8.     | Gana    | Andrew Owusu       | 16,86 m |

| Mjesto | Država   | Atletičarka            | Duljina      |
| ------ | -------- | ---------------------- | ------------ |
| 1.     | Rusija   | Tatjana Lebedeva       | 15,18 m      |
| 2.     | Kamerun  | Françoise Mbango Etone | 15,05 m (AF) |
| 3.     | Italija  | Magdelin Martinez      | 14,90 m (NR) |
| 4.     | Rusija   | Anna Pjatych           | 14,72 m      |
| 5.     | Kuba     | Mabel Gay              | 14,52 m      |
| 6.     | Italija  | Barbara Lah            | 14,38 m      |
| 7.     | Ukrajina | Olena Hovorova         | 14,38 m      |
| 8.     | Grčka    | Hrysopiyi Devetzi      | 14,34 m      |

### Bacačke discipline

#### Bacanje koplja
| Mjesto | Država   | Atletičar         | Duljina |
| ------ | -------- | ----------------- | ------- |
| 1.     | Rusija   | Sergej Makarov    | 85,44 m |
| 2.     | Estonija | Andrus Värnik     | 85,17 m |
| 3.     | Njemačka | Boris Henry       | 84,74 m |
| 4.     | Češka    | Jan Železný       | 84,09 m |
| 5.     | Finska   | Aki Parviainen    | 83,05 m |
| 6.     | Njemačka | Christian Nicolay | 81,77 m |
| 7.     | Češka    | Miroslav Guzdek   | 81,40 m |
| 8.     | Njemačka | Peter Blank       | 80,34 m |

| Mjesto | Država   | Atletičarka        | Duljina |
| ------ | -------- | ------------------ | ------- |
| 1.     | Grčka    | Miréla Manjani     | 66,52 m |
| 2.     | Rusija   | Tatyana Shikolenko | 63,28 m |
| 3.     | Njemačka | Steffi Nerius      | 62,70 m |
| 4.     | Finska   | Mikaela Ingberg    | 62,20 m |
| 5.     | Kuba     | Osleidys Menéndez  | 62,19 m |
| 6.     | Kuba     | Sonia Bisset       | 60,17 m |
| 7.     | Italija  | Claudia Coslovich  | 59,64 m |
| 8.     | Bahami   | Laverne Eve        | 59,60 m |

#### Bacanje diska
| Mjesto | Država      | Atletičar          | Duljina |
| ------ | ----------- | ------------------ | ------- |
| 1.     | Litva       | Virgilijus Alekna  | 69,69 m |
| 2.     | Mađarska    | Róbert Fazekas     | 69,01 m |
| 3.     | Bjelorusija | Vasili Kaptyukh    | 66,51 m |
| 4.     | Njemačka    | Lars Riedel        | 66,28 m |
| 5.     | Njemačka    | Michael Möllenbeck | 66,23 m |
| 6.     | JAR         | Frantz Kruger      | 65,26 m |
| 7.     | Estonija    | Aleksander Tammert | 64.5 m  |
| 8.     | Španjolska  | Mario Pestano      | 64,39 m |

| Mjesto | Država      | Atletičarka               | Duljina |
| ------ | ----------- | ------------------------- | ------- |
| 1.     | Bjelorusija | Iryna Jatsjanka           | 67,32 m |
| 2.     | Grčka       | Anastasía Kelesídou       | 67,14 m |
| 3.     | Grčka       | Ekateríni Vóggoli         | 66,73 m |
| 4.     | Ukrajina    | Olena Antonova            | 65,90 m |
| 5.     | Češka       | Vera Pospíšilová-Cechlová | 65,55 m |
| 6.     | Rusija      | Natalja Sadova            | 65,22 m |
| 7.     | NR Kina     | Song Aimin                | 63,84 m |
| 8.     | Švedska     | Anna Söderberg            | 61,61 m |

#### Bacanje kugle
| Mjesto | Država      | Atletičar          | Duljina |
| ------ | ----------- | ------------------ | ------- |
| 1.     | Bjelorusija | Andrej Michnevitsj | 21,69 m |
| 2.     | SAD         | Adam Nelson        | 21,26 m |
| 3.     | Ukrajina    | Joeri Bilonoh      | 21,10 m |
| 4.     | Australija  | Justin Anlezark    | 20,61 m |
| 5.     | Njemačka    | Ralf Bartels       | 20,50 m |
| 6.     | Finska      | Tepa Reinikainen   | 20,45 m |
| 7.     | Finska      | Ville Tiisanoja    | 20,09 m |
| 8.     | SAD         | John Godina        | 19,84 m |

| Mjesto | Država      | Atletičarka         | Duljina |
| ------ | ----------- | ------------------- | ------- |
| 1.     | Rusija      | Svetlana Kriveljova | 20,63 m |
| 2.     | Bjelorusija | Nadzeja Astaptsjoek | 20,12 m |
| 3.     | Ukrajina    | Vita Pavlysj        | 20,08 m |
| 4.     | Rusija      | Irina Korzhanenko   | 19,17 m |
| 5.     | Novi Zeland | Valerie Vili        | 18,65 m |
| 6.     | Poljska     | Krystyna Zabawska   | 18,62 m |
| 7.     | Njemačka    | Nadine Kleinert     | 18,48 m |
| 8.     | Italija     | Assunta Legnante    | 18,28 m |

#### Bacanje kladiva
| Mjesto | Država      | Atletičar                | Duljina |
| ------ | ----------- | ------------------------ | ------- |
| 1.     | Bjelorusija | Ivan Tsichan             | 83,05 m |
| 2.     | Mađarska    | Adrián Annus             | 80,36 m |
| 3.     | Japan       | Koji Murofushi           | 80,12 m |
| 4.     | Ukrajina    | Andrej Skvaroek          | 79,68 m |
| 5.     | Slovenija   | Primož Kozmus            | 79,68 m |
| 6.     | Rusija      | Ilya Konovalov           | 78,55 m |
| 7.     | Bjelorusija | Vadzim Dzevjatowski      | 78,13 m |
| 8.     | Grčka       | Aléxandros Papadimitríou | 77,79 m |

| Mjesto | Država    | Atletičarka        | Duljina |
| ------ | --------- | ------------------ | ------- |
| 1.     | Kuba      | Yipsi Moreno       | 73,33 m |
| 2.     | Rusija    | Olga Koezenkova    | 71,71 m |
| 3.     | Francuska | Manuela Montebrun  | 70,92 m |
| 4.     | NR Kina   | Gu Yuan            | 70,77 m |
| 5.     | Njemačka  | Susanne Keil       | 69,43 m |
| 6.     | Rumunjska | Mihaela Melinte    | 68,69 m |
| 7.     | SAD       | Anna Mahon         | 68,45 m |
| 8.     | Poljska   | Kamila Skolimowska | 68,39 m |

### Višeboj

#### Desetoboj / Sedmoboj
| Mjesto | Država    | Atletičar      | Bodovi    |
| ------ | --------- | -------------- | --------- |
| 1.     | SAD       | Tom Pappas     | 8750      |
| 2.     | Češka     | Roman Šebrle   | 8634      |
| 3.     | Kazahstan | Dmitriy Karpov | 8374 (NR) |
| 4.     | Češka     | Tomáš Dvořák   | 8242      |
| 5.     | Francuska | Laurent Hernu  | 8218      |
| 6.     | Rusija    | Lev Lobodin    | 8198      |
| 7.     | NR Kina   | Qi Haifeng     | 8126 (NR) |
| 8.     | Njemačka  | André Niklaus  | 8020      |

| Mjesto | Država                 | Atletičarka          | Bodovi |
| ------ | ---------------------- | -------------------- | ------ |
| 1.     | Švedska                | Carolina Klüft       | 7001   |
| 2.     | Francuska              | Eunice Barber        | 6755   |
| 3.     | Bjelorusija            | Natallia Sazanovich  | 6524   |
| 4.     | Rusija                 | Yelena Prokhorova    | 6452   |
| 5.     | Ujedinjeno Kraljevstvo | Denise Lewis         | 6254   |
| 6.     | Italija                | Gertrud Bacher       | 6166   |
| 7.     | Estonija               | Larisa Netseporuk    | 6154   |
| 8.     | Njemačka               | Sonja Kesselschläger | 6134   |

## Značenje kratica
- WR: Svjetski rekord
- KR: Rekord prvenstava
- NR: Nacionalni rekord
- ER: Europski rekord
- AF: Afrički rekord
- AS: Azijski rekord
- OC: Oceanijski rekord
- DSQ: Diskvalifikacija

## Vanjske poveznice
- O prvenstvu na stranicama IAAF-a
- Službena stranica organizatora  Arhivirana inačica izvorne stranice od 2. srpnja 2005. (Wayback Machine)